# 미카와촌 (에히메현)
미카와촌(美川村)은 에히메현 주요지방에 있던 촌이며, 가미우케나군에 속했다. 2004년 8월, 정촌 합병에 의해 구마코겐정이 되었다.
인구 2,500명 남짓의 산촌 마을로 미카와차 등으로 알려져 있다. 쇼와 합병 당시에는 인구 9,600명을 계산되었지만 헤세이 대합병 직전에는 2,500명으로 약 4분의 1로 격감했다.

## 지리
미카와촌은 에히메현 중부 산간지 구마와 야나기다니 사이에 위치한다. 국도 33호를 마쓰야마 시에서 46킬로미터, 고치시에서 76킬로미터 지점에 있다.

## 역사
- 번정기에는 이요 마쓰야마 번에 속한다.
- 1955년 3월 31일 - 히로카타촌, 시나가와촌, 나카쓰촌의 절반만 합병해 미카와촌이 되었다.
- 1959년 3월 31일 - 구마정, 가와세촌, 후지미네촌과 합병해, 구마정이 신설되었다.
- 2004년 8월 1일- 가미우키나군내 4개 정촌의 합병에 의해 구마코겐정이 되어 자치체로서의 미카와촌은 역사속에서 사라졌다.

## 교통

### 도로
- 국도 33호선
- 국도 494호선